# جیکز
Jikes یک کامپایلر متن باز جاوا است که به زبان C ++ نوشته شده‌است. این کامپایلر دیگر به روز نمی‌شود.
نسخه اصلی توسط دیوید ال. «دیو» شیلدز و فیلیپ چارلز در آی بی ام (به انگلیسی: IBM) توسعه یافت اما به سرعت به یک پروژه متن باز تبدیل شد که توسط جامعه ای فعال از توسعه دهندگان در آن مشارکت می‌شد. ابتدا IBM میزبان پروژه بود، اما بعداً پروژه به سورس فورج (به انگلیسی: SourceForge) منتقل شد. در میان دستاوردهای آن، این کامپایلر در کامپایل پروژه‌های کوچک بسیار سریعتر از کامپایلر شرکت سان (به انگلیسی: sun) عمل می‌کرد، و هشدارها و خطاهای مفید تری را ارائه می‌داد.

## وضعیت پروژه
تا تاریخ ۲۰۱۰ این پروژه دیگر به‌طور فعالانه توسعه داده نمی‌شود. آخرین نسخه ۱٫۲۲ در اکتبر ۲۰۰۴ منتشر شد و تا حدودی از جاوا ۵٫۰ پشتیبانی می‌کند (با توجه به کلاس‌های جدید، اما نه ویژگی‌های جدید زبان). از آنجایی که هیچ نسخه جدیدتری منتشر نشده‌است، جاوا اس ای ۶ (به انگلیسی: SE6) پشتیبانی نمی‌شود.
در حالی که جامعه نرم‌افزار آزاد نیازمند پیاده‌سازی رایگان جاوا بود، کامپایلر GNU برای جاوا تبدیل به رایج‌ترین کامپایلر شد.